# David Wojnarowicz
David Michael Wojnarowicz (Red Bank, 14 de setembre de 1954 – Nova York, 22 de juliol de 1992) va ser un pintor, fotògraf, escriptor, cineasta i cantautor estatunidenc. Va ser un destacat activista en lluita contra la sida en el món artístic de Nova York.

## Exposicions col·lectives
- 2010: Les Rencontres d'Arles festival, France.

## Llibres
- Sounds in the Distance. (1982). Aloes Books.
- Tongues of Flame. (Exhibition Catalog). (1990). Illinois State University.
- Close to the Knives: A Memoir of Disintegration. (1991). Vintage Books.
- Memories That Smell Like Gasoline. (1992). Artspace Books.
- Seven Miles a Second. (Collaborative graphic novel with James Romberger and Marguerite Van Cook, completed posthumously). (1996). Vertigo/DC Comics.
- The Waterfront Journals. (1997). Grove/Atlantic.
- Rimbaud In New York 1978–1979. (Edited by Andrew Roth). (2004). Roth Horowitz, LLC/PPP Editions.
- In the Shadow of the American Dream: The Diaries of David Wojnarowicz. (Amy Scholder, editor). (2000). Grove/Atlantic.
- Willie World. (Illustrator; written by Maggie J. Dubris). (1998). C U Z Editions.

## Pel·lícules
- Postcards From America – biografia no lineal de David Wojnarowicz (Steve McLean, director)
- Fire in my Belly – gravada a Mèxic i Nova York el 1986 i 1987, sense banda sonora (David Wojnarowicz, director)
- Beautiful People – gravada a Nova York el 1987, sense banda sonora (David Wojnarowicz, director)